# Tiberius Æmilius Mamercinus (consul en -339)
Pour les articles homonymes, voir Aemilius Mamercinus.
Tiberius Aemilius Mamercinus est un homme politique de la République romaine du IVe siècle av. J.-C., consul en 339 av. J.-C.

## Famille
Il est membre des Aemilii Mamercini, branche de l'illustre gens patricienne des Aemilii. Il pourrait être un proche parent de Lucius Aemilius Mamercinus Privernas, consul en 341 et 329 av. J.-C., peut-être son frère. Pour l'année 339 av. J.-C., Tite-Live donne le praenomen Titius, Cassiodore donne Titus tandis que Diodore de Sicile donne Tiberius.

## Biographie

### Quinquevir Mensarius(352)
Tiberius Aemilius a pu faire partie d'une commission spéciale de quinqueviri mensarii avec Caius Duillius, Publius Decius Mus, Marcus Papirius et Quintus Publilius Philo. Ils sont nommés afin de gérer l'allègement de la charge de l'intérêt des dettes en procédant à la liquidation de certaines dettes pour permettre un retour à la concorde entre les différentes couches sociales de Rome.

« [...] les nouveaux consuls essayèrent d'alléger aussi la charge de l'intérêt des dettes, qui semblait un obstacle à une entière union. De la liquidation des dettes, ils firent une charge publique, en créant des quinquévirs, auxquels leur mission de répartition pécuniaire valut le nom de "banquiers". Ils ont mérité par leur équité et leur dévouement, que leurs noms fussent signalés dans tous les annales. C'était là une opération difficile, qui mécontente souvent les deux parties, et toujours l'une d'elles ; mais, grâce à la modération qu'ils montrèrent, et par une avance plutôt que par un abandon des fonds publics, ils réussirent. Plusieurs paiements étaient en retard et embarrassés, plus par la négligence que par l'impuissance des débiteurs. On dressa dans le Forum des comptoirs avec de l'argent, et le trésor paya après avoir pris toutes sûretés pour l'État ; ou bien une estimation à juste prix et une cession libéraient le débiteur. Ainsi, sans injustice, sans une seule plainte d'aucune des parties, on acquitta un nombre immense de dettes. »

— Tite-Live, Histoire romaine, VII, 21, 5-8

### Préture (341)
Tiberius Aemilius est identifié au préteur de 341 av. J.-C. qui introduit les ambassadeurs samnites auprès du Sénat pour renouveler le traité d'alliance entre la République romaine et la confédération samnite, marquant la fin de la première guerre samnite.

### Consulat (339)
Tiberius Aemilius devient consul en 339 av. J.-C. avec le plébéien Quintus Publilius Philo pour collègue,. Il accompagne son collègue qui part en campagne contre les Latins et qui sont défaits dans les plaines de Fenectum. Alors que Quintus Publilius reçoit la soumission des Latins, Tiberius Aemilius prend le commandement de l'armée contre la ville de Pedum qui est soutenue par Tibur, Préneste et Velitrae mais aussi par des contigents envoyés par Lanuvium et Antium. Tiberius Aemilius sort vainqueur de la confrontation mais ne parvient pas à s'emparer de Pedum. De plus, apprenant que son collègue s'est vu décerner l'honneur de célébrer un triomphe par le Sénat pour sa victoire sur les Latins, Tiberius Aemilius renonce à poursuivre sa campagne et revient à Rome pour demander le même traitement. Devant le refus du Sénat étant donné que Pedum n'est pas tombée, Tiberius Aemilius rompt les négociations avec les sénateurs et entame une politique très critique envers le patriciat, s'appuyant sur le ressentiment de la plèbe causé par un partage inégal des terres prises quelques années plus tôt sur les Latins et sur Falerne en Campanie, que son collègue plébéien soutient par sa passivité. Lorsque le Sénat demande qu'un dictateur soit nommé pour prendre en main les opérations militaires contre les Latins qui se sont à nouveau révoltés, Tiberius Aemilius nomme son propre collègue qui en profite, selon Tite-Live, pour faire passer plusieurs mesures populaires dont trois lois importantes : les plébiscites s'appliquent à tout le peuple romain, les lois présentées devant les comices centuriates sont ratifiées avant par le Sénat et un des deux censeurs doit être plébéien,.